# Chrysocharodes
Chrysocharodes är ett släkte av steklar. Chrysocharodes ingår i familjen finglanssteklar.
Kladogram enligt Catalogue of Life:
| Chrysocharodes | \| \| Chrysocharodes lasallei \| \| \| \| \| \| Chrysocharodes petiolata \| \| \| \| \| \| Chrysocharodes rotundiventris \| \| \| \| |
|                | \| \| Chrysocharodes lasallei \| \| \| \| \| \| Chrysocharodes petiolata \| \| \| \| \| \| Chrysocharodes rotundiventris \| \| \| \| |
|                | Chrysocharodes lasallei |
|                | |
|                | Chrysocharodes petiolata |
|                | |
|                | Chrysocharodes rotundiventris |
|                | |